# Баган (Доволенский район)
Баган — посёлок в Доволенском районе Новосибирской области России. Входит в состав Доволенского сельсовета.

## География
Площадь посёлка — 201 гектар.

## Население
| 2002 | 2007 | 2010 |
| ---- | ---- | ---- |
| 322  | ↘307 | ↘260 |

## Инфраструктура
В посёлке по данным на 2007 год функционируют 1 учреждение здравоохранения, 1 образовательное учреждение.